# Фонфруад
Фонфруа́д, Аббатство Пресвятой Девы Марии в Фонфруаде (фр. Fontfroide, фр. Abbaye Sainte-Marie de Fontfroide) — бывшее цистерцианское аббатство во Франции, в Лангедоке. Расположено в 15 км на юго-запад от Нарбонны неподалёку от испанской границы. Основано в 1093 году, окончательно ликвидировано в 1901 году. В 1862 году признано историческим памятником. Монастырь Фонфруад был одним из крупнейших винодельческих центров региона, в настоящее время бывшее аббатство находится в частных руках, винодельческие традиции сохраняются.

## История

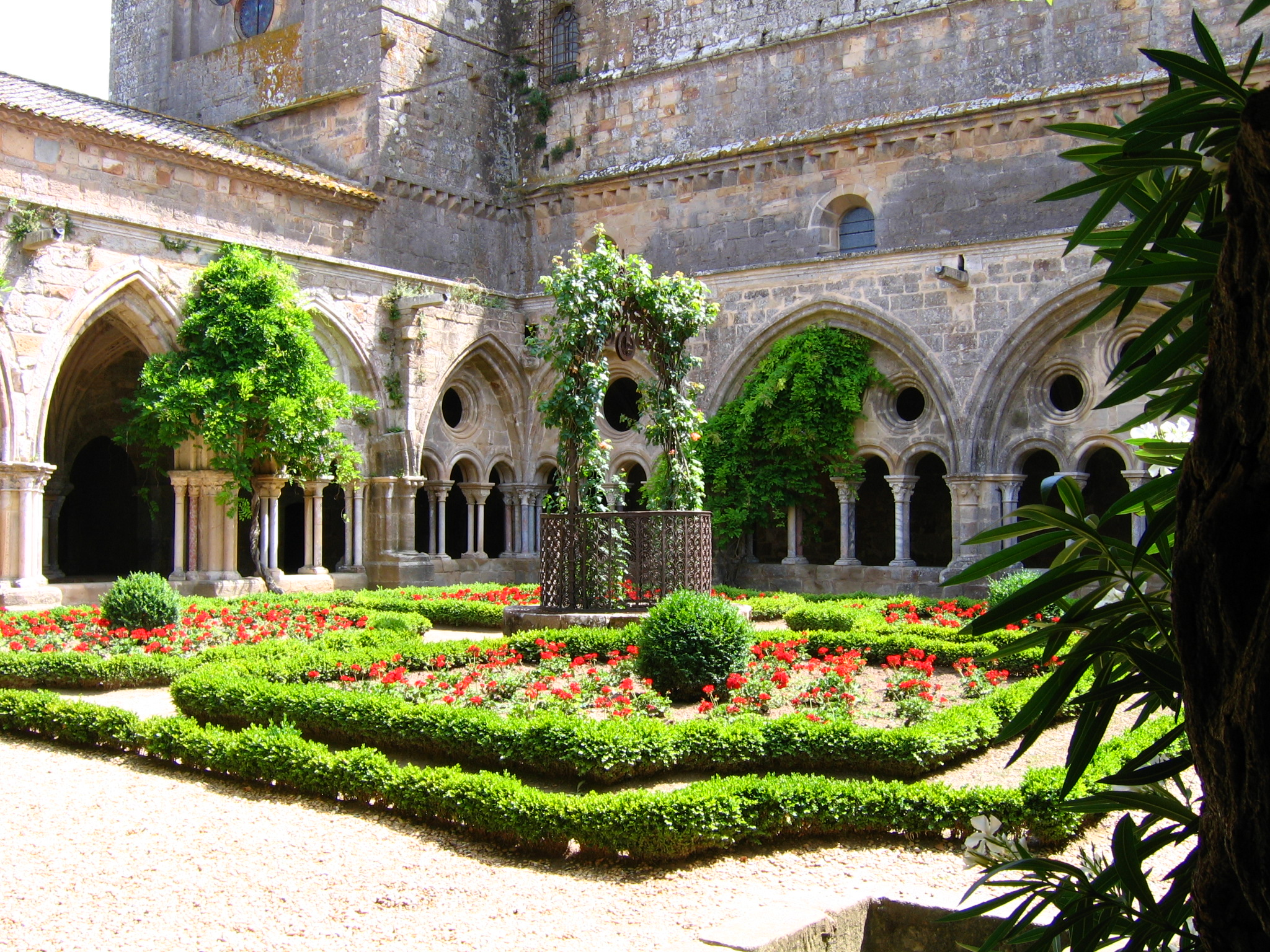
Клуатр

Монастырь был основан в 1093 году виконтом Нарбонны Эмери как бенедиктинская община. Община была бедной и малочисленной до 1145 года, когда Фонфруад перешёл к ордену цистерцианцев, который в первой половине XII века испытывал лавинообразный рост. Во многом переходу Фонфруада к цистерцианцам способствовал визит в Лангедок святого Бернарда Клервоского. В 1151 году Рамон Беренгер IV, граф Барселоны, основал в Каталонии монастырь Поблет, впоследствии ставший знаменитым, и для его заселения пригласил монахов из Фонфруада, который стал, таким образом, материнским монастырём по отношению к Поблету. В 1157 году Ирменгарада, виконтесса Нарбонны, даровала Фонфруадскому аббатству большие земли, что способствовало его развитию и процветанию. Постепенно он превратился в главное святилище графства Нарбонна и один из крупнейших религиозных центров Лангедока. В 1175—1185 годах в монастыре идёт масштабное строительство зданий.
В начале XIII века Фонфруад оказался в центре борьбы Католической церкви с движением катаров, которых в Южной Франции называли альбигойцами. Альбигойское движение захватило большие массы народа в Лангедоке и получило поддержку от местных властителей. Фонфруадское аббатство весь период альбигойских войн твёрдо стояло на стороне папы. В 1202 году один из монахов Фонфруада, Пьер де Кастельно, был назначен папским легатом. В 1208 году он был убит после встречи с графом Тулузы Раймундом IV, который покровительствовал катарам. Это убийство стало непосредственным поводом к объявлению папой Иннокентием III Альбигойского крестового похода.
В 1297—1310 годах аббатство возглавлял Арно Нувель, который впоследствии стал кардиналом, вице-канцлером и папским легатом в Англии. В 1311—1317 годах аббатом Фонфруада был Жак Фурнье, избранный впоследствии папой и взявший имя Бенедикт XII.
Закат аббатства начался с 1348 года, когда во время эпидемии чумы (Чёрная смерть) погибла большая часть насельников монастыря, в Фонфруаде выжило лишь 20 монахов. В 1476 году аббатство попало под режим комменды. В XVIII веке в нём оставалось лишь несколько монахов, в 1764 году Людовик XV постановил ликвидировать монастырь, как самостоятельную единицу и передать его имущество в местную епархию, после чего за счёт епархии в монастыре были предприняты строительные и восстановительные работы.

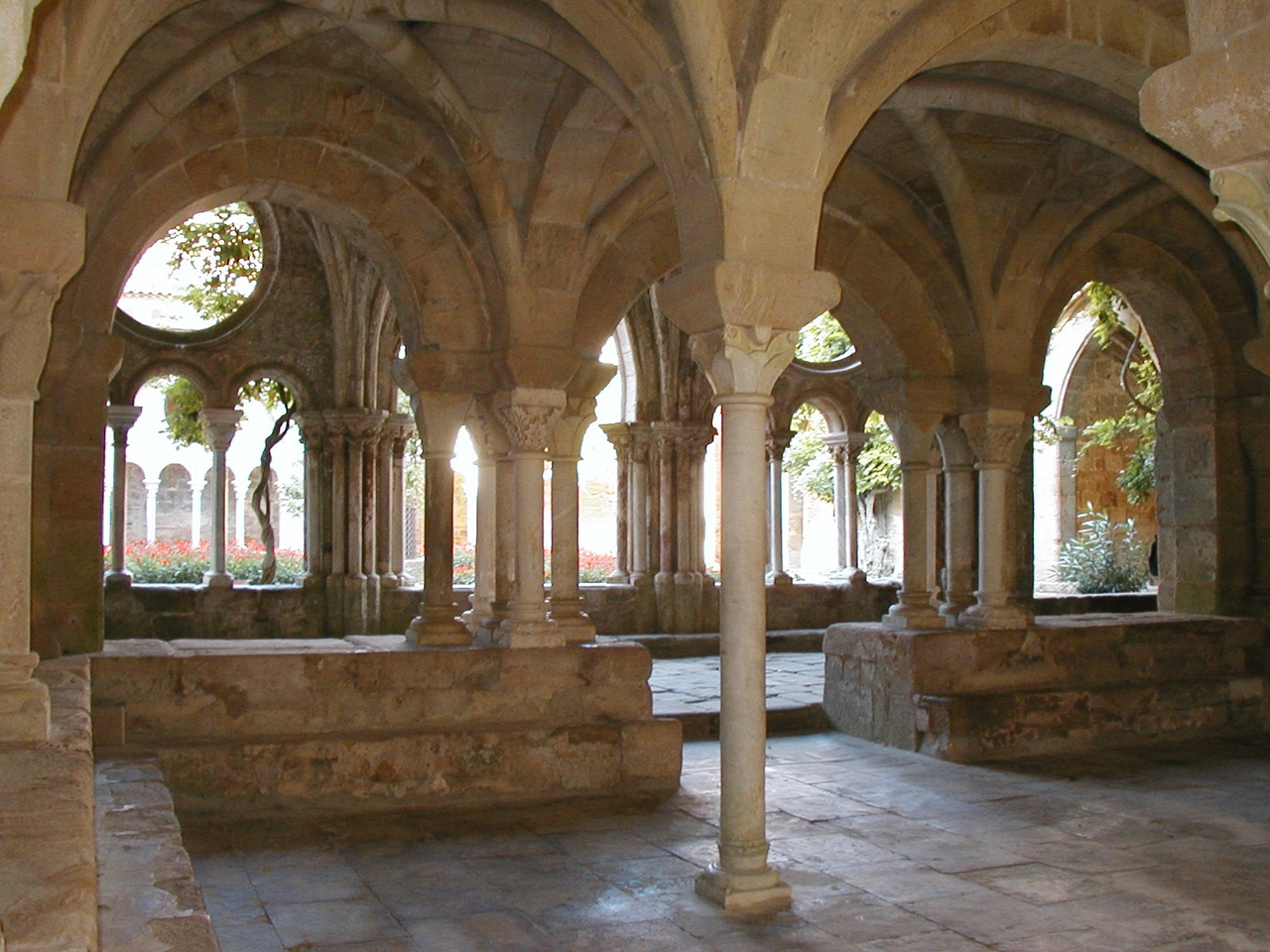
Зал капитулов

Во время Великой французской революции в 1791 году монастырские строения были национализированы и выставлены на аукцион. Так как по заявленной цене их не приобрели, они остались в собственности государства и переданы больнице Нарбонны.
В 1833 году здания бывшего монастыря были выкуплены у больницы, с 1843 года проводились реставрационные работы в церкви, клуатре и зале капитулов под руководством знаменитого архитектора Виолле-ле-Дюка. В 1858 году аббатство было возрождено как действующий цистерцианский монастырь, там поселилась небольшая община цистерцианских монахов из аббатства Сенанк. В 1870 году в Фонфруаде провёл последние месяцы жизни святой Антоний Мария Кларет.
Второй раз Фонфруад был закрыт в 1901 году после принятия антиклерикального закона 1 июля 1901 года. Монахи были высланы в Испанию, а строения заброшены. В 1908 году бывший монастырь был приобретён знаменитым виноделом, художником, коллекционером и меценатом Гюставом Файе, который использовал Фонфруад как место для художественных экспозиций и сделал многое для сохранения и восстановления исторического облика монастыря. Реставрационные работы продолжались 10 лет. Мечтой  Файе было не только восстановить памятник, но и вдохнуть в него жизнь — в отреставрированных помещениях аббатства он начал организовывать выставки своих друзей-художников и сделал там музыкальный салон. К нему приезжали многие известные художники, скульпторы и музыканты, среди которых был и композитор Морис Равель. Для декорирования интерьера он пригласил Одилона Редона и заказал витражи Ришару Бургсталю.
В настоящее время Фонфруад находится в частном владении, открыт для публичного доступа (посещение платное). При нём функционирует винодельческое производство.

## Архитектура

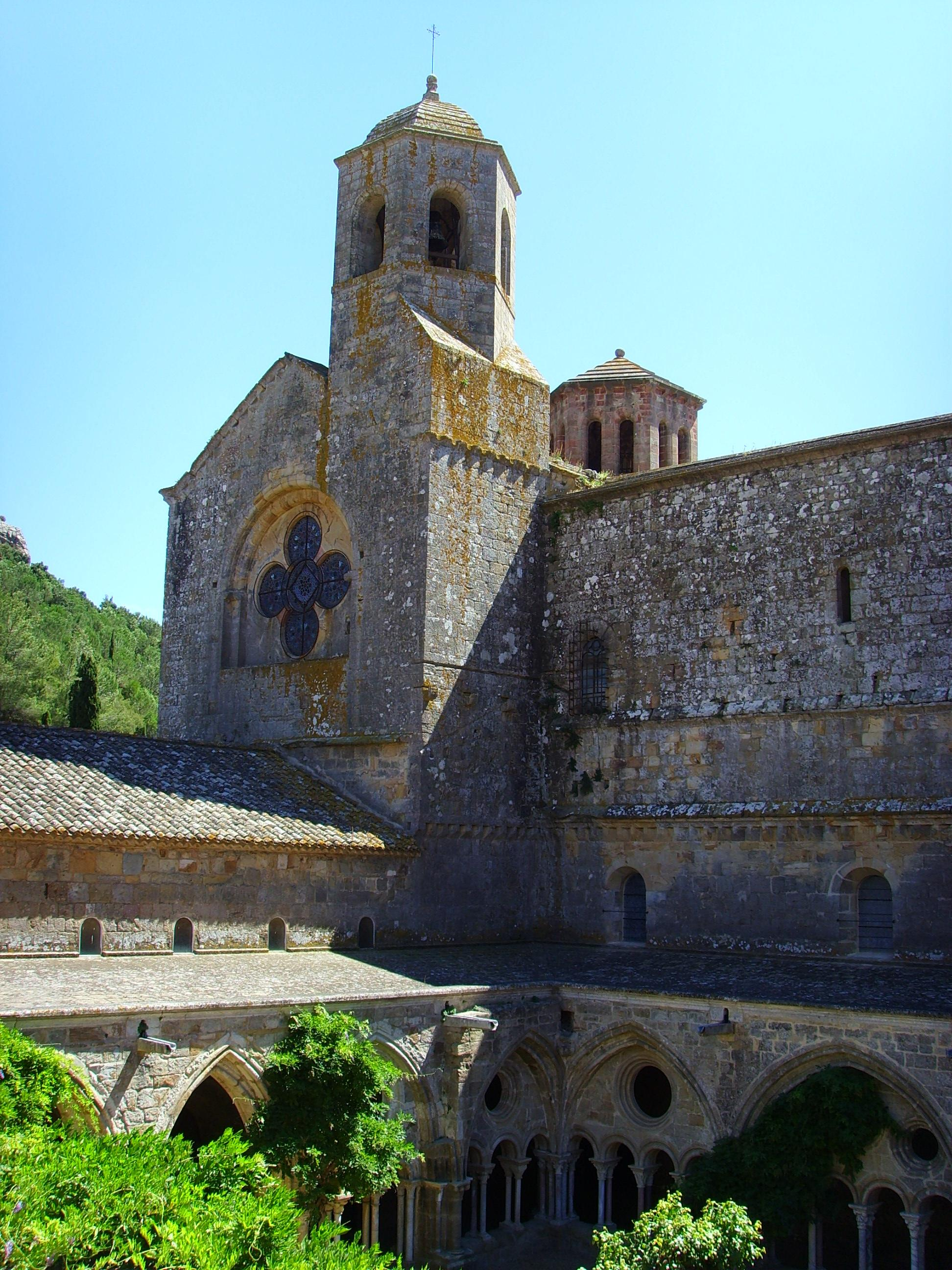
Монастырская церковь

Монастырская церковь построена в романском стиле, ориентирована на восток. Начало строительства — середина XII века, когда был возведён центральный неф. В конце того же века построен трансепт. Пять боковых капелл южной стороны датируются XV веком. Церковь однонефная, неф имеет высоту 21 метр, состоит из пяти травей. Колокольня находится над северным рукавом трансепта.
Клуатр монастыря неоднократно перестраивался и расширялся вплоть до XVIII века. Окружён крытыми арочными галереями, в центре клуатра расположен источник, снабжавший монахов водой.
Зал капитулов — шедевр романского искусства. Построен между 1180 и 1280 годами. В качестве элементов, поддерживающих сводчатый потолок, использованы лёгкие ажурные колонны. Дормиторий для монахов находится над залом капитулов и имеет проход в церковь аббатства. В начале XX века он был превращён Гюставом Файе в музыкальный салон, к тому же периоду относятся и витражи в окнах помещения. Библиотеку аббатства Фонфруад по заказу Файе в 1910—1911 расписал уже знаменитый тогда Одилон Редон. 
Здание для конверзов относится к числу наименее подвергавшихся модификациям строений монастыря и интересно, как образец хорошо сохранившейся монастырской постройки XIII века.

## Виноделие
Виноделие в Фонфруаде имеет 900-летнюю историю. Монастырю Фонфруад, а позднее частным владельцам бывшего аббатства, принадлежали обширные земельные угодья, практически полностью отведённые под виноградники. В настоящее время площадь виноградников Фонфруада составляет 43 гектара. В Фонфруаде производится целый ряд марок как белых, так и красных вин. К услугам посетителей винный ресторан, магазин и дегустационный зал.